# Javorieïta
La javorieïta és un mineral de la classe dels halurs.

## Característiques
La javorieïta és un halur de fórmula química KFeCl₃. Va ser aprovada com a espècie vàlida per l'Associació Mineralògica Internacional l'any 2016. Cristal·litza en el sistema ortoròmbic. És un mineral isostructural amb la clorocalcita, de la qual és el seu anàleg amb ferro. Es coneix un anàleg sintètic. Químicament és idèntic a Unnamed (K-Fe Chloride), un clorur de ferro i potassi encara sense anomenar. Semblant a l'eritrosiderita.

## Formació i jaciments
Va ser descoberta a Biely vrch, a Detva, al comtat de Detva de la regió de Banská Bystrica (Eslovàquia). Es tracta de l'únic indret on ha estat trobada aquesta espècie mineral.